# Deutsche Kriegsgräberstätte Oksbøl

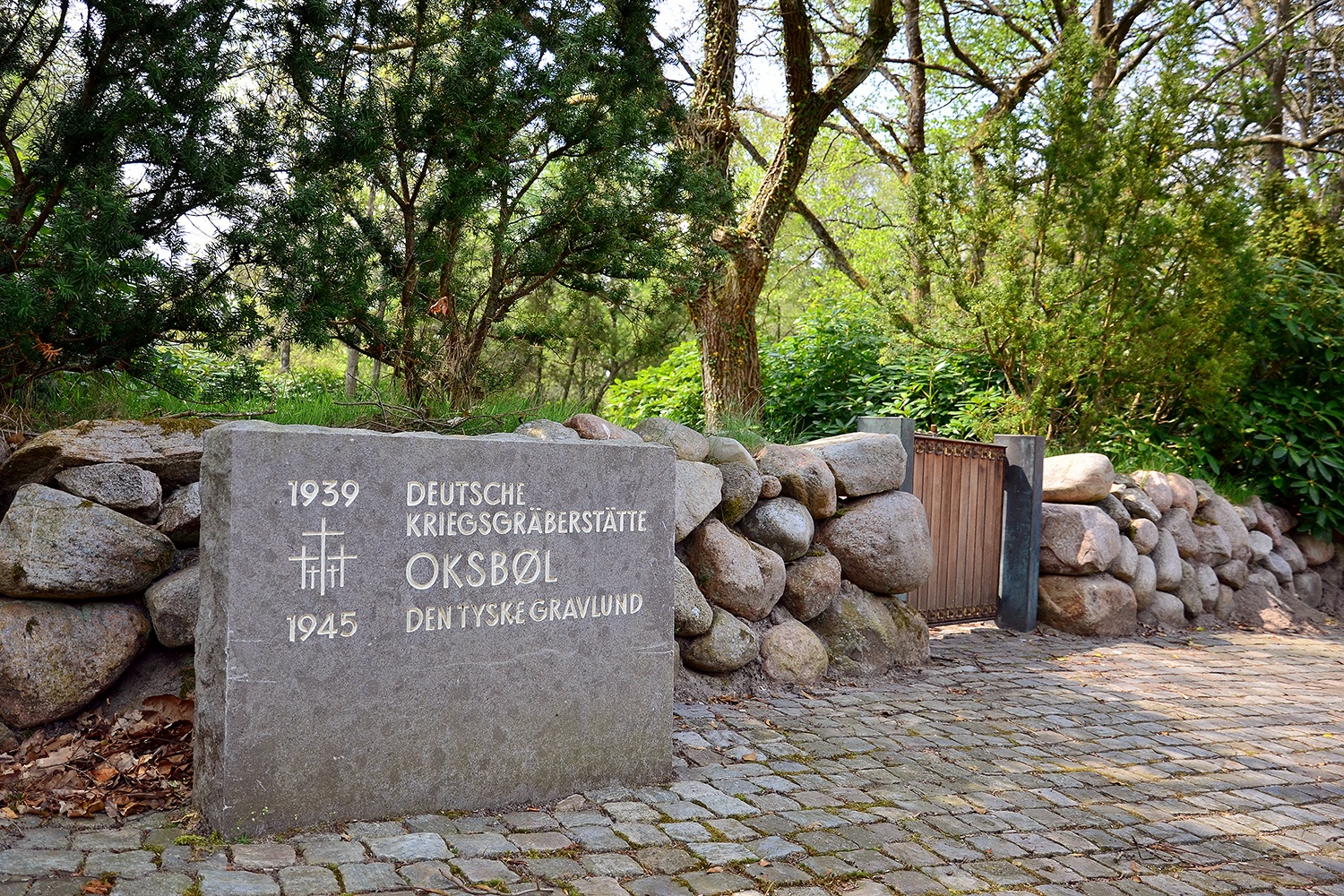
Deutsche Kriegsgräberstätte Oksbøl

Die Deutsche Kriegsgräberstätte Oksbøl liegt an der Westküste von Dänemark in Oksbøl (Varde Kommune), 15 Kilometer nordwestlich von Esbjerg und ist ein Friedhof für 121 Soldaten und 1.675 Flüchtlinge, die während und nach dem Zweiten Weltkrieg im Flüchtlingslager Oksbøl  starben.

## Lage
Die Kriegsgräberstätte liegt am nordwestlichen Ausgang von Oksbøl.

## Geschichte
Der Friedhof wurde von Flüchtlingen des Flüchtlingslagers Oksbøl angelegt. Im Jahr 1953 pflegten junge ehemalige Lagerbewohner den Friedhof mit Holzkreuzen und Heidekraut. Im Jahr 1962 wurde er durch Zubettungen vergrößert und im Jahr 1969 eingeweiht. Der Volksbund Deutsche Kriegsgräberfürsorge, Landesverband Nordrhein-Westfalen ist Pate des Friedhofs.

## Architektur
Ein Wall aus Feldsteinen umgibt den Friedhof. Beim Eingang liegt ein Friedhofsplan in Bronze auf einem Steintisch. Am Ende des Hauptweges befindet sich ein drei Meter hohes Bronzekreuz. Die Gräber sind durch steinerne Grabkreuze gekennzeichnet. Auf Vorder- und Rückseite der Kreuze sind jeweils die Namen von zwei Toten aufgeführt. Die Grabflächen sind mit Heide bepflanzt.

## Die Toten
Auf dem Friedhof wurden ursprünglich Verstorbene aus dem Flüchtlingslagers Oksbøl beigesetzt. Besonders Kinder und alte Menschen starben im Lager nach den Strapazen der Flucht und Evakuierung aus dem Osten. Die Unterbringung der Flüchtlinge im Lager war eng, die Versorgung gut. Im Jahr 1962 wurden 542 Tote zugebettet. Hier ruhen jetzt 121 Soldaten und 1.675 Flüchtlinge des Zweiten Weltkriegs. Die Suche nach toten Soldaten/Flüchtlingen ist digital möglich.

## Versöhnung über den Gräbern
Im Jahr 1997 wurde durch deutsche und dänische Jugendliche ein Ginkgo-Baum gepflanzt. Die dänische Königin Margarethe besuchte die Kriegsgräberstätte anlässlich ihrer Sommertour 2016.